# ダンツィヒ＝ヴェストプロイセン帝国大管区

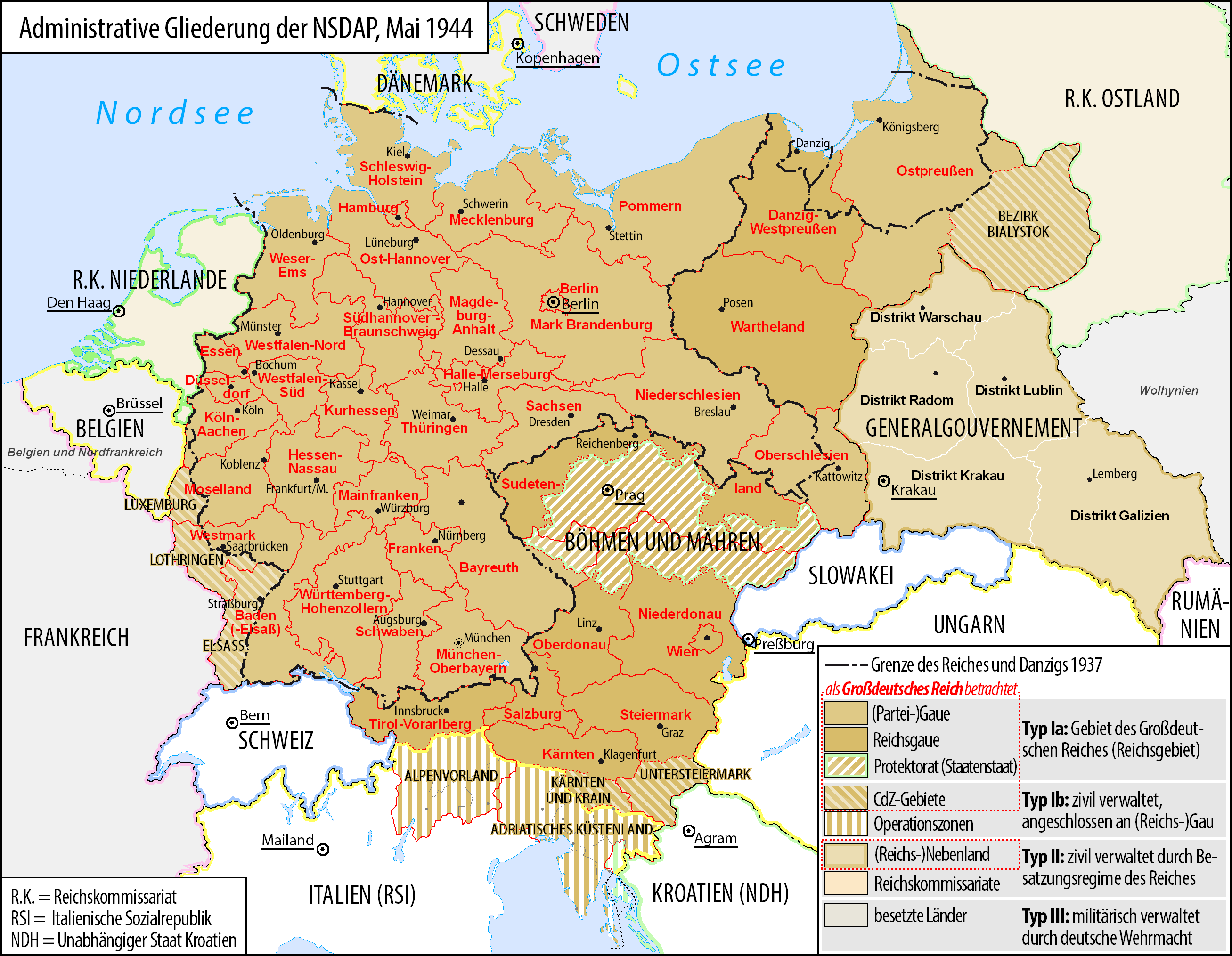
大管区および帝国大管区と総督府、1944年

ダンツィヒ＝ヴェストプロイセン帝国大管区
Reichsgau Danzig-Westpreußen (ドイツ語)

国の標語: Ein Volk, ein Reich, ein Führer（ドイツ語）
一つの民族、一つの国家、一人の総統国歌: Das Lied der Deutschen（ドイツ語）
世界に冠たるドイツ
党歌: Die Fahne hoch（ドイツ語）
旗を高く掲げよ

ダンツィヒ＝ヴェストプロイセン帝国大管区の地図（黄色）

ダンツィヒ＝ヴェストプロイセン帝国大管区（ダンツィヒ＝ヴェストプロイセンていこくだいかんく、ドイツ語: Reichsgau Danzig-Westpreußen）は、1939年から1945年までのドイツ国（ナチス・ドイツ）の領域で、帝国大管区のひとつである。1939年のポーランド侵攻後、主に1920年までのドイツ領から構成された。同地はヴェルサイユ条約に基づいてポーランド回廊、自由都市ダンツィヒを設置するため、ドイツが割譲を余儀なくされた地であった。これとは別にプロイセン邦のオストプロイセン州ヴェストプロイセン県も領域に加えられた。
ダンツィヒ＝ヴェストプロイセンを構成したのは、かつてのポーランド分割以降にプロイセン領となった地域のみであった。

## 歴史
ポーランド侵攻の開始後、1939年9月2日に自由都市ダンツィヒがドイツ国に編入された。民政長官には、ダンツィヒ大管区指導者、アルベルト・フォルスターが任命された。
1939年9月中頃、ドイツの「ヴェストプロイセン軍事地区（Militärbezirk Westpreußen）」が設置された。その領域は、ノテチ川までのポモージェ県、また1938年4月1日からワルシャワ県に属していたリプノ郡、リピン郡に該当する。東西では1937年/1939年の旧ドイツ国境（プロイセン邦のポンメルン州、オストプロイセン州）北部では自由都市ダンツィヒ、南部では「ポーゼン軍事地区」と境界を接していた。「ヴェストプロイセン軍事地区」の民政長官には、ダンツィヒ大管区指導者、アルベルト・フォルスターが任命された。
1939年10月26日付で「ヴェストプロイセン軍事地区」は、自由都市ダンツィヒとオストプロイセン州ヴェストプロイセン県と併せ、ヴェストプロイセン帝国大管区（Reichsgau Westpreußen）に統合された。同地はプロイセン邦の新たな州としてではなく、帝国大管区として直接ドイツ国に編入された。この帝国大管区に編入された旧ポーランド領については、国際法に反した併合であり、法学的には「当初から無効」と見なされている。

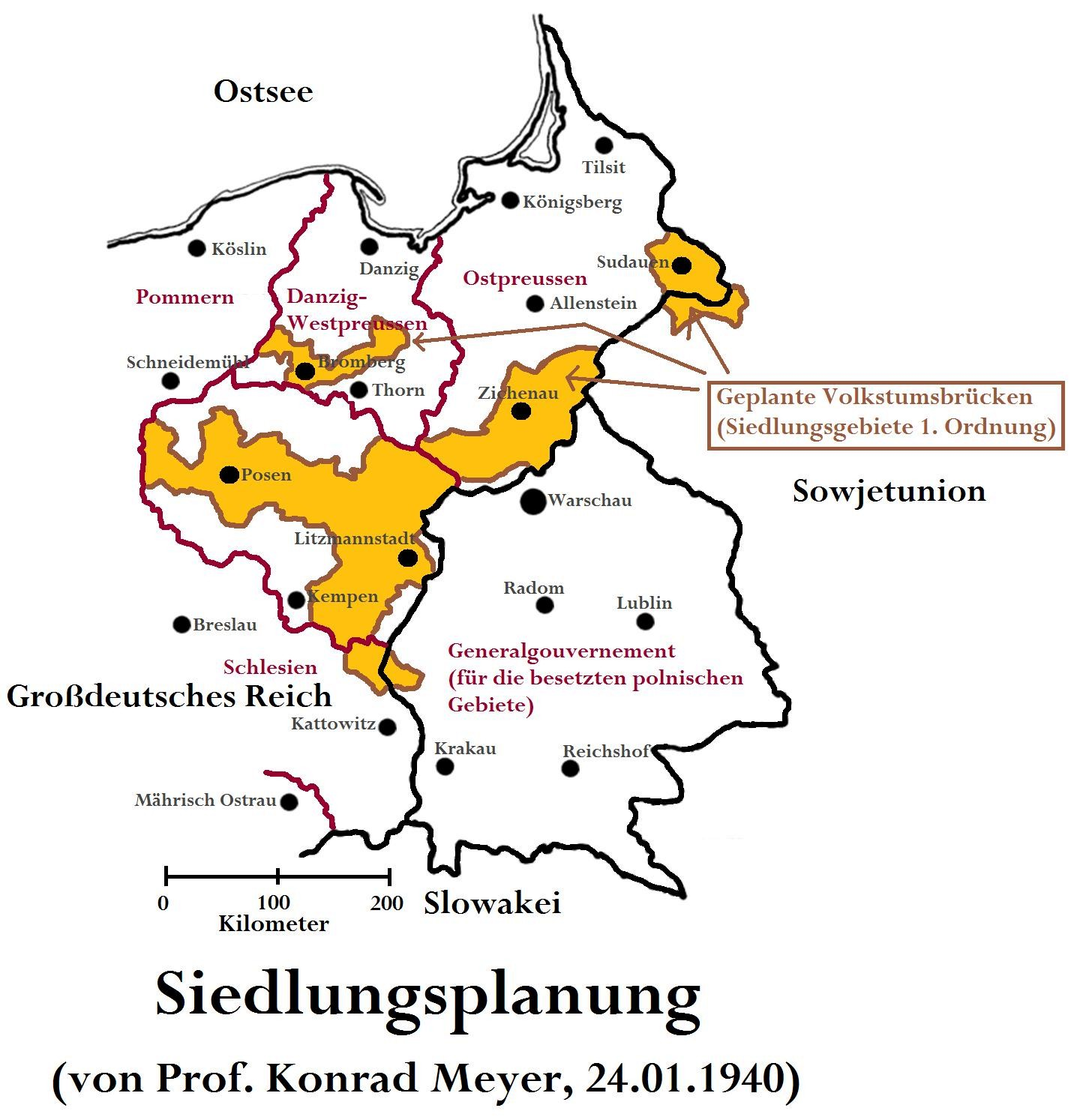
計画されたいわゆるドイツ民族性の橋（deutsche Volkstumsbrücken）（入植計画）。つまりドイツ人のみが居住する地域

1939年11月2日から帝国大管区の名称は、かつて自由都市であったダンツィヒの伝統を保持するべく「ダンツィヒ＝ヴェストプロイセン」とされ、行政庁はダンツィヒに置かれた。1940年12月30日以降、ダンツィヒは「ハンザ都市」を市名に冠するようになった。ダンツィヒの帝国総督（Reichsstatthalter）は、これまで民政長官であったアルベルト・フォルスターが就任した。
1939年末までにルドルフ＝ヘルマン・フォン・アルヴェンスレーベンの下、民族ドイツ人自衛団がおよそ2万人を殺害していた。
民族ドイツ人、特にバルト三国からの再定住者向けの土地を確保すべく、ナチの帰還者中央本部は、数千人のポーランド人をダンツィヒ＝ヴェストプロイセンの地から追放、または移送した。
また、ドイツ国防軍は同地の併合早々に、ダンツィヒ＝ヴェストプロイセン帝国大管区全土を管轄区域とする第20軍管区を設置した。
同地は戦争の終わり頃、1945年1月から5月にかけてヴァイクセル川方面に進出する赤軍によって占領された。

### 行政の構成
ダンツィヒ＝ヴェストプロイセン帝国大管区は、3つの行政管区（Regierungsbezirk）に分けられ（ブロンベルク行政管区、ダンツィヒ行政管区、マリーエンヴェルダー行政管区）、都市部と農村部が適切に配分された。行政管区の境界は全く新規に設定されたが、郡の境界は以前のプロイセン、またポーランドによる区画とほぼ同じであった。
行政管区の行政庁は、ブロンベルク、ダンツィヒ、マリーエンヴェルダーに置かれた。
行政を簡素化するため、1943年1月1日時点でダンツィヒ行政管区長官（Regierungspräsident）の行政庁は、ダンツィヒ＝ヴェストプロイセン帝国総督のものと統合された。こうしてダンツィヒ＝ヴェストプロイセン帝国大管区は1945年までドイツ国の一部であったが、その地位は特殊なものであった。旧自由都市ダンツィヒ、また旧ドイツ国領土とは警察境界（Polizeigrenze）によって引き続き隔てられ（通行許可証の提示が必須）、住民のドイツ本国（旧帝国）への移動が確固として統制されていたのである。このように警察境界が帝国大管区の中央に引かれていたため、通行許可証の提示が必須ではない「完全な」編入は、1939年時点のダンツィヒ領に限られた。
他にも国家のあらゆる特殊行政も在ダンツィヒ帝国総督の管轄下にあったが、例外は帝国鉄道、帝国郵便であった。これは特に司法に該当する。こうしてダンツィヒ＝ヴェストプロイセンは「実験地域」としての利用が意図されていたのである。

### 自治体憲法
1940年1月1日に、かつての自由都市ダンツィヒに含まれる全自治体にドイツ自治体条例が附与された。また同日、ポーランド法の下ですでに郡の範囲外にあった都市は、ドイツ法の都市郡として認められた。これらの都市にもドイツ自治体条例が附与され、自治体レベルで 「指導者原理」の貫徹が図られた。1940年4月1日付で、他のすべての自治体ではドイツの【仮訳】区委員による行政が導入された。1940年10月24日、ダンツィヒ＝ヴェストプロイセン帝国大管区の全域で新たに行政区域が設定された。
1940年9月1日に自治体条例が附与された郡所属都市には、ディルシャウ郡ディルシャウ、コーニッツ郡コーニッツ、ノイシュタット（ヴェストプロイセン）郡ノイシュタット (ヴェストプロイセン)およびプッツヒ、プロイシッシュ・シュタルガルト郡プロイシッシュ・シュタルガルトであった。最後に附与されたのは「コシュナイデライ」（コーニッツ郡オスターヴィック行政地区（Amtsbezirk Osterwick））に含まれる11自治体で、1944年4月1日のことであった。
郡は1939年4月14日付け「ズテーテンガウ法（Sudetengaugesetz）」を相応に適用して管理された。その後、郡は国家の行政機関と自治団体を兼ねた。郡長の多くは、ナチ党の管区指導者（Kreisleiter）を兼ね、「あらゆる」国家行政を郡レベルで指導した。こうして特殊官庁の独自行動を妨げることが期待された。

## 地名
1939年12月の非公開布告により、これまで有効であった以前のポーランド語地名に対して、1918年まで適用されたドイツ語地名が暫定的に有効となった。この包括的な名称変更が可能だったのも、ドイツ製の全ての地図で、1920年にポーランドに割譲された地域でも以前のドイツ語地名が引き続き使用されていたためである。1918年のドイツ帝国国境から東方の旧ポーランド領では、引き続き従来のポーランド語表記が当面使用されることとされた。
1942年、帝国総督は全地名のドイツ語名称を確定し、帝国内務省の同意を得てこれを命じた。歴史的に見ると、同地では以前これと逆のことが行われていた。ヴェストプロイセンがポーランド王国主権下の領邦、王領プロイセンであった時代、ドイツ騎士団国領時代に由来する地名がポーランド化されていたのである。

### 司法
ダンツィヒ＝ヴェストプロイセンには、上級ラント裁判所が当初2か所設置された。旧ダンツィヒ上級裁判所（Obergericht）は、上級ラント裁判所に改組され、ダンツィヒ、グラウデンツ、コーニッツ、トルンのラント裁判所、またこれに対応する区裁判所を管轄した。1939年まで「オストプロイセン」であった地域は、引き続きマリーエンヴェルダー上級ラント裁判所、またエルビング・ラント裁判所の管轄であった。
戦時措置として、マリーエンヴェルダー上級ラント裁判所は、1943年1月1日に廃止され、同地にラント裁判所が新設された。エルビングとマリーエンヴェルダーのラント裁判所も、1945年までダンツィヒ上級ラント裁判所の所管となっていた。
この他に、ドイツ国と同様、ダンツィヒ、エルビング、グラウデンツ、トルンにも特別裁判所が置かれた。

## 自動車交通
ダンツィヒ＝ヴェストプロイセンに登録されていた自動車の識別記号は「DW」であった。

## ダンツィヒ＝ヴェストプロイセン帝国大管区の郡（1945年時点）

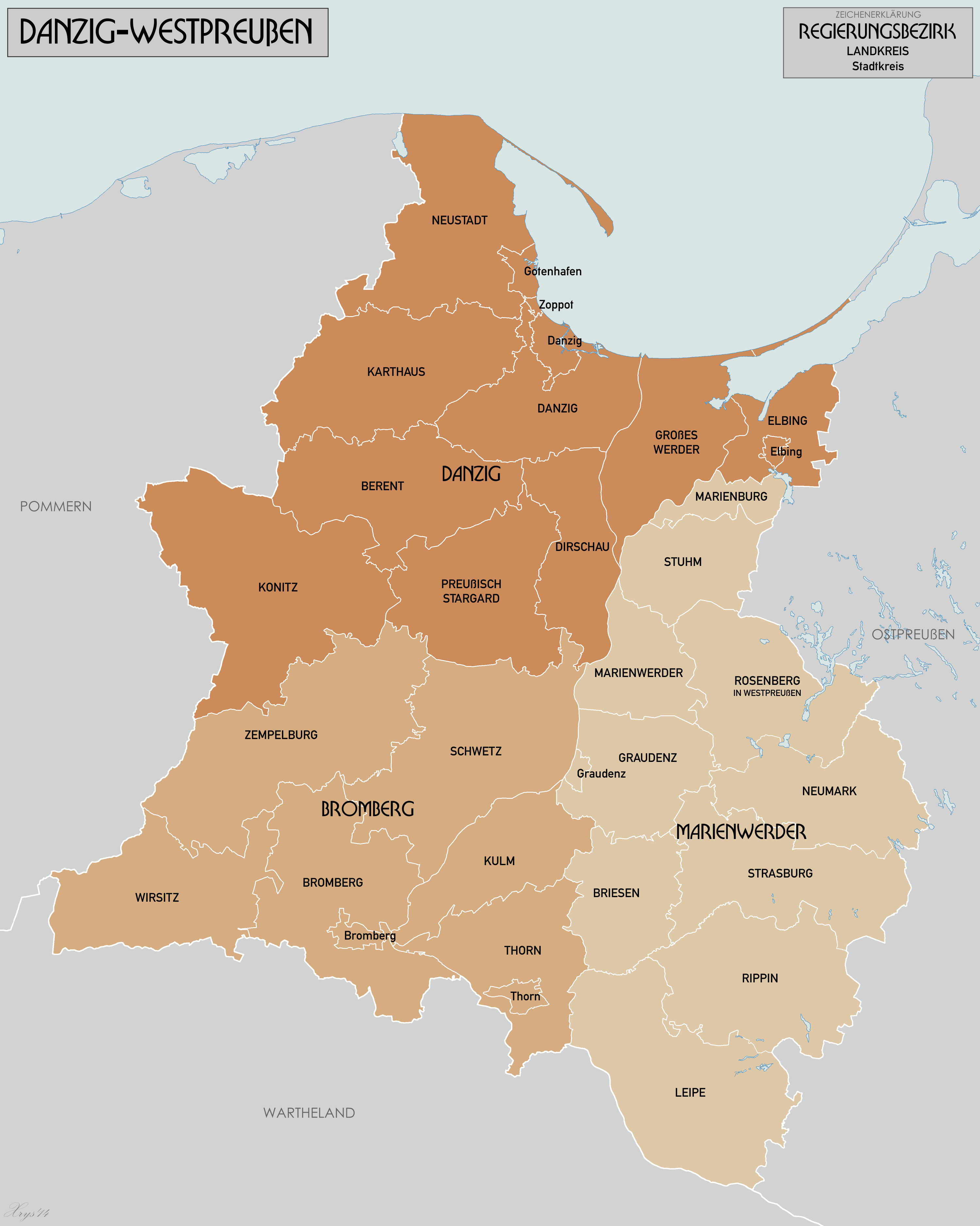
ダンツィヒ＝ヴェストプロイセン帝国大管区（1943年8月）

### ブロンベルク行政管区

#### 都市郡
- ブロンベルク
- トルン

#### 郡
1. ブロンベルク郡（ドイツ語版）
2. クルム（ヴァイクセル）郡（ドイツ語版）
3. シュヴェーツ（ヴァイクセル）郡（ドイツ語版）
4. トルン郡（ドイツ語版）
5. トゥッヘル郡（ドイツ語版）
6. ヴィルジッツ郡（ドイツ語版）
7. ツェンペルブルク郡（ドイツ語版）

### ダンツィヒ行政管区

#### 都市郡
- ダンツィヒ
- エルビング
- ゴーテンハーフェン
- ツォポット

#### 郡
1. ベーレント（ヴェストプロイセン）郡（ドイツ語版）
2. ダンツィヒ郡（ドイツ語版）
3. ディルシャウ郡（ドイツ語版）
4. エルビング郡（ドイツ語版）
5. グローセス・ヴェルダー郡（ドイツ語版）（郡庁：ティーゲンホーフ（ドイツ語版））
6. カルトハウス（ヴェストプロイセン）郡（ドイツ語版）
7. コーニッツ郡（ドイツ語版）
8. ノイシュタット（ヴェストプロイセン）郡（ドイツ語版）
9. プロイシッシュ・シュタルガルト郡（ドイツ語版）

### マリーエンヴェルダー行政管区

#### 都市郡
- グラウデンツ

#### 郡
1. ブリーゼン（ヴェストプロイセン）郡（ドイツ語版）
2. グラウデンツ郡（ドイツ語版）
3. ライペ（ヴェストプロイセン）郡（ドイツ語版）
4. マリーエンブルク（ヴェストプロイセン）郡（ドイツ語版）
5. マリーエンヴェルダー郡（ドイツ語版）
6. ノイマルクト（ヴェストプロイセン）郡（ドイツ語版）
7. リピーン（ヴェストプロイセン）郡（ドイツ語版）
8. ローゼンベルク・イン・ヴェストプロイセン郡（ドイツ語版）
9. シュトラースブルク（ヴェストプロイセン）郡（ドイツ語版）
10. シュトゥーム郡（ドイツ語版）

## ゆかりの人物
- アルベルト・フォルスター、ナチ党大管区指導者、帝国総督（ドイツ語版）
- エリカ・シュタインバッハ（ドイツ語版）、ダンツィヒ＝ヴェストプロイセン生まれ